# Baroniella collaris
Baroniella collaris är en oleanderväxtart som beskrevs av Klack.. Baroniella collaris ingår i släktet Baroniella och familjen oleanderväxter. Inga underarter finns listade i Catalogue of Life.